# Sungai Salai Hilir
Sungai Salai Hilir – wieś (desa) w kecamatanie Candi Laras Utara, w kabupatenie Tapin w prowincji Borneo Południowe w Indonezji.
Miejscowość ta leży w południowej części kecamatanu.